# تيم وايز
تيم وايز (بالإنجليزية: Tim Wise)‏ هو كاتب أمريكي، ولد في 4 أكتوبر 1968 في ناشفيل في الولايات المتحدة.

## وصلات خارجية
- الموقع الرسمي
- تيم وايز على موقع IMDb (الإنجليزية)